# かぶら寿司

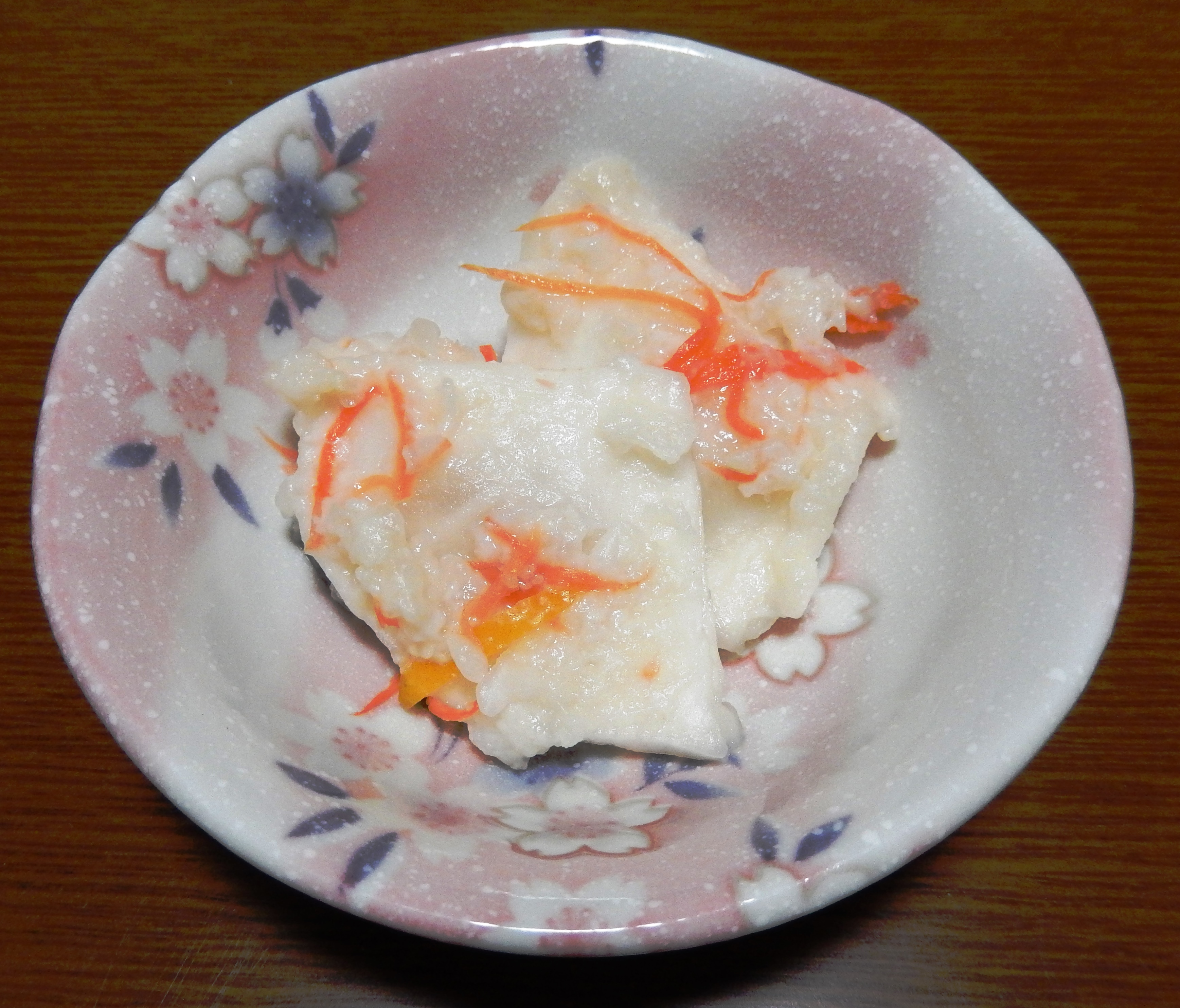
かぶら寿司

かぶら寿司（かぶらずし）は、かぶらに切り込みを入れてブリを挟んで発酵させたなれずし。石川県の加賀地方産のものが全国的に有名だが、富山県西部など、能登地方を除く旧・加賀藩の地域で広く作られる。

## 特徴
金沢の冬季を代表する料理の一つであり、正月料理とされる。独特のコク味や乳酸発酵による香りがあり、酒の肴としても知名度が高い。野菜を一緒に漬け込む事から飯寿司にも分類されるが、ハタハタ寿司など東北地方の飯寿司と比べると野菜の比率が高く、漬物に近い。
原料のかぶらやブリは、かつては収穫時期が限られ貴重で高価だった事から、入手しやすい大根と身欠きニシンで作る大根ずしの方が、より広域で作られてきた。なお、富山市で1957年から発売されている「ぶりのすし」は、押し寿司だが酢漬けのかぶらとブリを使うため材料に共通性がある。

## 製法
主に11月から1月にかけて製造する。切れ込みを入れたかぶらを塩漬けにし、同じく塩漬けにしたブリの切り身や人参、昆布を切り込みに挟む。石川県ではかぶらを輪切りに、富山県では半月切りまたはいちょう切りにする事が多く、また富山県ではブリではなく主にサバを使う。また、かぶらとして特に百万石青首かぶを使ったり、魚としてサケや鰊、富山県ではサバを用いるケースもある。人参は千切りにするが、金沢市では花形に切る。
米麹を加えて重しをかけ、数日間または2 - 3週間かけて本漬けすることで、米のデンプンによる糖化と乳酸発酵が甘味、酸味、うま味や独特の風味を形成する。なお、伝統的な製法においては酸味料や砂糖は添加しないが、市販品では酢や砂糖、ステビアなどを加えて酸味や甘味を調整する事もある。
本漬けの間に、デンプンの分解物であるグルコースやマルトース、かぶに含まれるグルコースやフルクトースによって、乳酸菌の増殖が促進される。伝統的な製法では乳酸菌は10⁸cfu/g以上になり、乳酸量も1.5 - 2.0w/wと発酵乳と同程度になる。本漬けが完了する頃には、微生物相は乳酸菌と酵母だけになる。なお市販品では菌数などの差が大きく、乳酸菌が10⁴cfu/g以下のケースもある。pHが低くても増殖が容易なLactobacillus plantarumなどが存在するため、魚を加えなくても乳酸発酵は可能と考えられる。本漬け後、放射線状または四角に切り、麹を付けたまま食べる。

## 歴史
江戸時代初期から金沢で作られているが、詳細な起源は不明である。伝承としては、「金沢の宮腰に住む漁師がかぶにブリの切り身を挟んで麹に漬けこみ、正月の起舟を祝う料理とした」、「前田氏の当主が深谷温泉で食べて広まった」などの説がある。
宝暦7年（1757年）頃には、このわたなどとともに「かぶら鮓」を年賀の客に出したという記録がある。また、現在の金沢市高岡町に住んでいた金子有斐の『鶴村日記』には、文政9年1月3日（1826年2月9日）に魚屋から「鰤のすし」を贈られたと記されている。魚屋だけでなく、表具師、髪結いなどの商人は、得意先に対して年初にかぶら寿司や大根ずしを贈る風習があった。かぶら寿司は武士など身分の高い人々、大根ずしは一般人が、それぞれ主に食べていたと見られる。
明治時代に入っても年初にかぶら寿司を贈る風習は続いたが、やがて廃れていった。その一方で、1920年代頃からは一般家庭でもかぶら寿司を作るようになった。同時期に商品化に取り組んだ業者もあったが、販売量は伸びなかった。第二次世界大戦後に経済情勢が回復すると、1953年頃から進物用のかぶら寿司の販売が増え始めている。1955年頃からは家庭での漬けこみが減少するようになり、またポリエチレンの容器を用いてチッキなどで遠方に輸送する事が可能になった。
1965年頃からはかぶら寿司を本格的に製造する漬物業者が増加し、1972年頃からはリバイバルブームなどで需要が急増した。さらにマスコミの宣伝などによって知名度が高まり、参入する業者はさらに増え、航空貨物や宅配便の普及を受けて全国各地で消費されるようになった。近年では高級な贈答品としての需要が根強い。また、現代では能登半島の内浦地方（富山湾沿い）にもかぶら寿司を食べる地域が存在する。